# Мамутов, Шерзод Азаматович
Шерзод Азаматович Мамутов (узб. Sherzod Azamatovich Mamutov; 5 июня 2002 года, Нукус, Каракалпакстан) — узбекский фехтовальщик-саблист, член сборной Узбекистана. Участник Летних Олимпийских игр 2020.

## Карьера
Шерзод начал заниматься фехтованием в Нукусе под руководством Даурбека Жиемуратова, а затем у трёхкратного олимпийского чемпиона Владимира Назлымова.
В 2018 году попал в сборную Узбекистана и на Чемпионате Азии по фехтованию среди юниоров в Дубае (ОАЭ) завоевал серебряную медаль в командной сабле, проиграв в финале саблистам из Кореи со счётом 45:26. В этом же году на Открытом Всероссийском турнире по фехтованию в Новосибирске Мамутов завоевал бронзовую медаль.
В 2019 году на Чемпионате Азии по фехтованию среди юниоров в Аммане (Иордания) завоевал в командной сабле, проиграв сборной Кореи бронзовую медаль, а также получил бронзу в индивидуальной сабле.
В 2021 году на лицензионном турнире Азии-Океании по фехтованию в Ташкенте Шерзод Мамутов смог завоевать лицензию на Летние Олимпийские игры в Токио (Япония). В борьбе за лицензию в финале он одолел саблиста из Гонконга Хо Тин Лова со счётом 15:7.
На XXXII Летних Олимпийских играх Мамутов начала выступление в 1/32 финала против румынского саблиста, призёра чемпионата мира, Юлиану Теодисиу. Но не смог одержать победу и проиграл со счётом 11:15.